# 35e sikhs

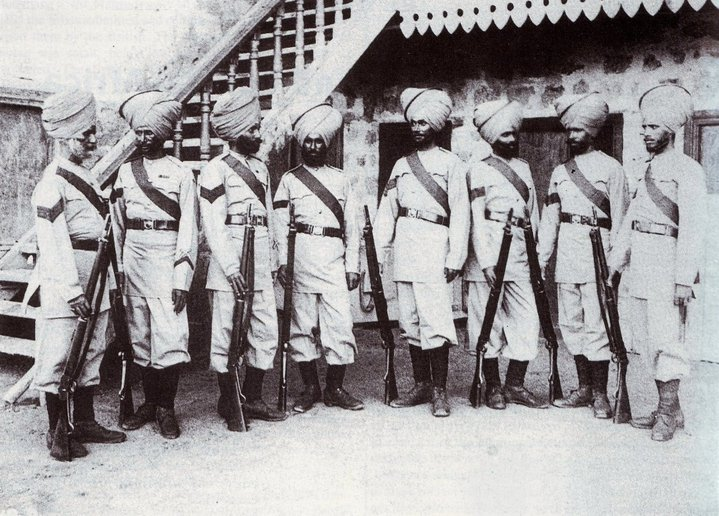
Des Havildar du 35e sikhs en 1896 au Soudan

Le 35e sikhs — en anglais : 35th Sikhs — était un régiment d'infanterie de l'Armée des Indes britanniques. Ses origines remontent à 1887, lorsque a été créé le 35e régiment d'infanterie du Bengale.